# Capaneus Mensa
La Capaneus Mensa è una formazione geologica della superficie di Io.
È intitolata a Capaneo, personaggio della mitologia greca, prototipo del grande bestemmiatore nell'Inferno di Dante.